# Président de l'Assemblée des représentants du peuple
Le président de l'Assemblée des représentants du peuple est le président de la chambre basse du parlement tunisien.
Le président est élu parmi les membres de l'Assemblée à la première réunion qui suit son renouvellement. L'élection du premier président de l'Assemblée des représentants du peuple a lieu le 4 décembre 2014 : il s'agit de Mohamed Ennaceur du parti Nidaa Tounes.
Avant l'adoption de la Constitution de 2014, la Tunisie a connu des présidents de l'Assemblée constituante de 1956, de l'Assemblée nationale, de la Chambre des députés, de la Chambre des conseillers puis de l'Assemblée constituante de 2011.

## Histoire
Avant la révolution de 2011, il existait un président de l'Assemblée nationale tunisienne (1959-1981) puis un président de la Chambre des députés (1981-2011).
Lors de la révolution, le président de la Chambre des députés Fouad Mebazaa devient président de la République par intérim après le départ de Zine el-Abidine Ben Ali.
Le 6 février 2020, la commission du règlement intérieur, de l'immunité, des lois parlementaires et des lois électorales approuve une nouvelle loi qui réduit le mandat du président de cinq ans à une seule année, en attendant une plénière pour l'adoption finale.
Le 25 juillet 2021, le président de la République Kaïs Saïed, invoquant l'article 80 de la Constitution, suspend les travaux de l'assemblée et annonce la levée de l'immunité de tous les députés y compris le président. Le 22 septembre, il annonce le prolongement des décisions et décide de suspendre les salaires et les bénéfices accordés au président de l'assemblée et ses membres.

## Fonctions

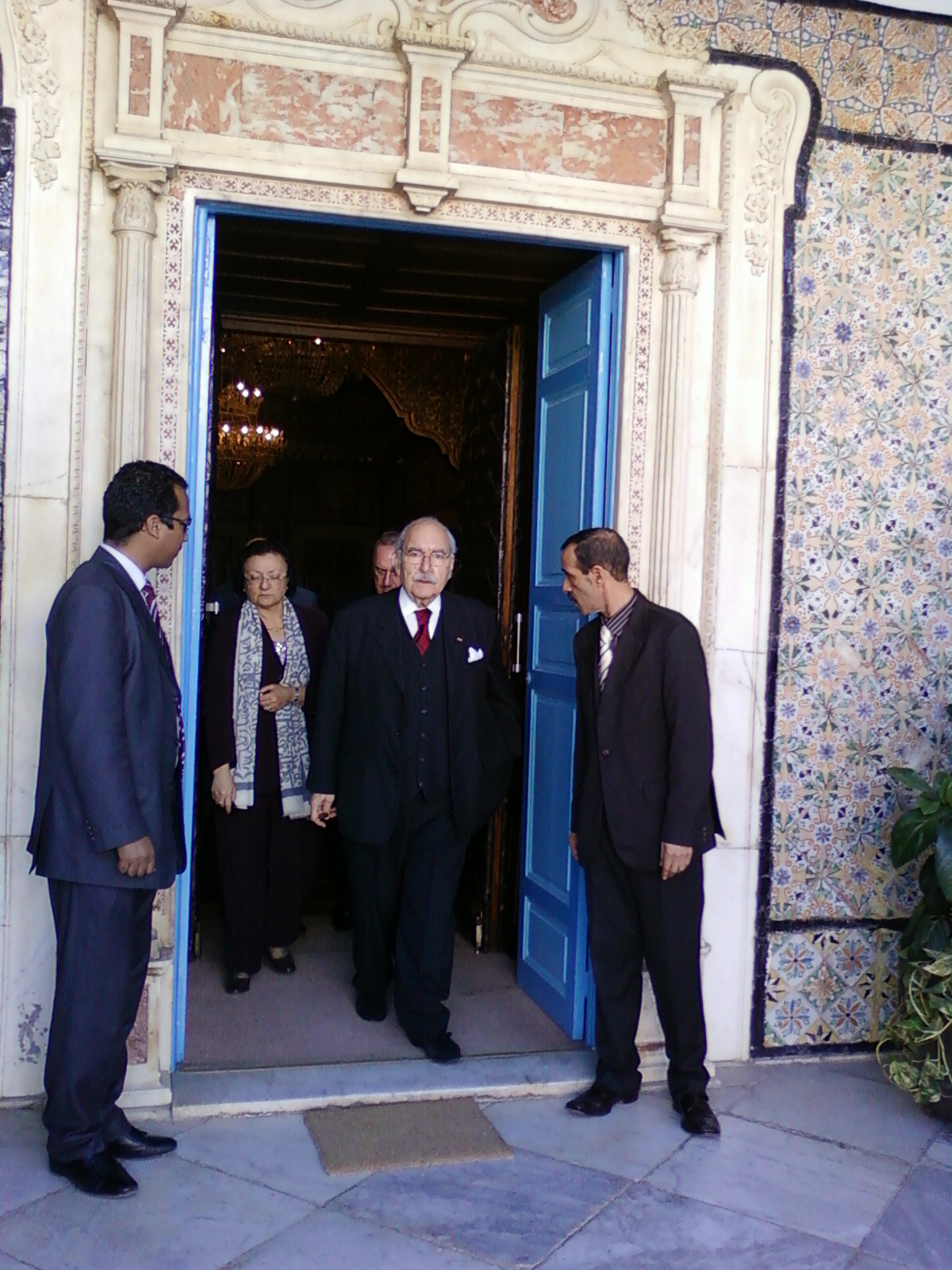
Fouad Mebazaa, président de la République.

Le président de l'Assemblée des représentants du peuple :
- participe aux réunions du Conseil de la sécurité nationale et donne son accord à l'envoi des forces armées à l'étranger pour moins de 60 jours ;
- est consulté par le président de la République pour la prise de mesures requises par des circonstances exceptionnelles ;
- reçoit les rapports de différents tribunaux et instances indépendantes ;
- transmet les projets de loi constitutionnelle et le règlement de l'Assemblée à la Cour constitutionnelle.

Après les élections législatives, le président de l'Assemblée sortante est chargé de convoquer la première réunion de la nouvelle Assemblée.
Contrairement au régime en vigueur sous la Constitution de 1959, le président de l'Assemblée n'assume plus l'intérim de la présidence de la République en cas de vacance, cette fonction étant dévolue au chef du gouvernement.

## Liste

### Assemblée nationale constituante (1956-1959)
| Nom | Nom             | Nom | Mandat        | Mandat        | Parti       | Législature            |
| --- | --------------- | --- | ------------- | ------------- | ----------- | ---------------------- |
| 1   | Habib Bourguiba |     | 9 avril 1956  | 15 avril 1956 | Néo-Destour | Assemblée constituante |
| 2   | Jallouli Farès  |     | 17 avril 1956 | 1er juin 1959 | Néo-Destour | Assemblée constituante |

### Présidents de l'Assemblée nationale (1959-1981) et de la Chambre des députés (1981-2011)
| Nom | Nom                    | Nom | Mandat          | Mandat          | Parti                                      | Législature     |
| --- | ---------------------- | --- | --------------- | --------------- | ------------------------------------------ | --------------- |
| 1   | Jallouli Farès         |     | 1er juin 1959   | 1964            | Néo-Destour                                | Ire             |
| 2   | Sadok Mokaddem         |     | 1964            | 1981            | Indépendant                                | IIe IIIe IVe Ve |
| 3   | Mahmoud Messadi        |     | 1981            | 13 octobre 1987 | Indépendant                                | VIe VIIe        |
| 4   | Rachid Sfar            |     | 13 octobre 1987 | 14 octobre 1988 | Parti socialiste destourien                | VIIe            |
| 5   | Slaheddine Baly        |     | 14 octobre 1988 | 14 mars 1990    | Indépendant                                | VIIe VIIIe      |
| 6   | Béji Caïd Essebsi      |     | 14 mars 1990    | 9 octobre 1991  | Rassemblement constitutionnel démocratique | VIIIe           |
| 7   | Habib Boularès         |     | 9 octobre 1991  | 14 octobre 1997 | Rassemblement constitutionnel démocratique | VIIIe IXe       |
| 8   | Fouad Mebazaa          |     | 14 octobre 1997 | 15 janvier 2011 | Rassemblement constitutionnel démocratique | IXe Xe XIe XIIe |
| -   | Sahbi Karoui (intérim) |     | 15 janvier 2011 | 23 mars 2011    | Rassemblement constitutionnel démocratique | XIIe            |

### Assemblée nationale constituante (2011-2014)
| Nom | Nom                 | Nom | Mandat           | Mandat          | Parti              | Législature            |
| --- | ------------------- | --- | ---------------- | --------------- | ------------------ | ---------------------- |
| 1   | Mustapha Ben Jaafar |     | 22 novembre 2011 | 2 décembre 2014 | Ettakatol (troïka) | Assemblée constituante |

### Assemblée des représentants du peuple (depuis 2014)
| Nom | Nom                          | Nom | Mandat           | Mandat           | Parti        | Législature |
| --- | ---------------------------- | --- | ---------------- | ---------------- | ------------ | ----------- |
| 1   | Mohamed Ennaceur             |     | 4 décembre 2014  | 25 juillet 2019  | Nidaa Tounes | Ire         |
| -   | Abdelfattah Mourou (intérim) |     | 25 juillet 2019  | 13 novembre 2019 | Ennahdha     | Ire         |
| 2   | Rached Ghannouchi            |     | 13 novembre 2019 | 13 décembre 2021 | Ennahdha     | IIe         |
| 3   | Brahim Bouderbala            |     | 13 mars 2023     | en fonction      | Indépendant  | IIIe        |